# 9497 Dwingeloo
A 9497 Dwingeloo (ideiglenes jelöléssel 1001 T-2) a Naprendszer kisbolygóövében található aszteroida. Cornelis Johannes van Houten, Ingrid van Houten-Groeneveld és Tom Gehrels fedezte fel 1973. szeptember 29-én.